# Mozes Monasch
Mozes Monasch (Gouda, 10 juli 1852 - Utrecht, 7 december 1915) was een Nederlandse opperrabbijn.

## Leven en werk
Monasch was een zoon van kleermaker Elias Monasch en Sara Leuvenberg. Hij trouwde in 1888 met Thamar Henriëtte de Lima en later met Rosette Konijn (1867-1943).
Monasch studeerde aan het Nederlands Israëlietisch Seminarium in Amsterdam, waar hij in 1885 de moré-titel behaalde. Van 1888 tot 1905 was hij conrector van het Seminarium. Hij was daarnaast regent van het Ned. Isr. Jongensweeshuis in de stad.
In 1905 werd Monasch benoemd tot opperrabbijn van de gezamenlijke ressorten Amersfoort en Drenthe. Hij had zijn standplaats aanvankelijk in Meppel. Daarmee was hij op de Lijst van opperrabbijnen van Drenthe de tweede en tevens laatste opperrabbijn die daadwerkelijk binnen de provincie Drenthe woonde. Eerder was het opperrabbijn Hillesum die in Meppel woonde. Vanwege een verslechterde gezondheid kreeg Monasch rond 1910 toestemming zich in de stad Utrecht te vestigen. Hij werd benoemd tot Ridder in de Orde van de Nederlandse Leeuw.
Monasch overleed op 63-jarige leeftijd en werd begraven op de Joodse begraafplaats in Utrecht.

## Publicaties
- Geschiedenis van het volk Israel (1891)
- Beknopt handboek voor de Joodsche geschiedenis in schetsen (1913)
- Over het ontstaan, de stichting en de oudste geschiedenis van de Joodsche Gemeente te Utrecht (1914)